# Jeffrey M. Friedman

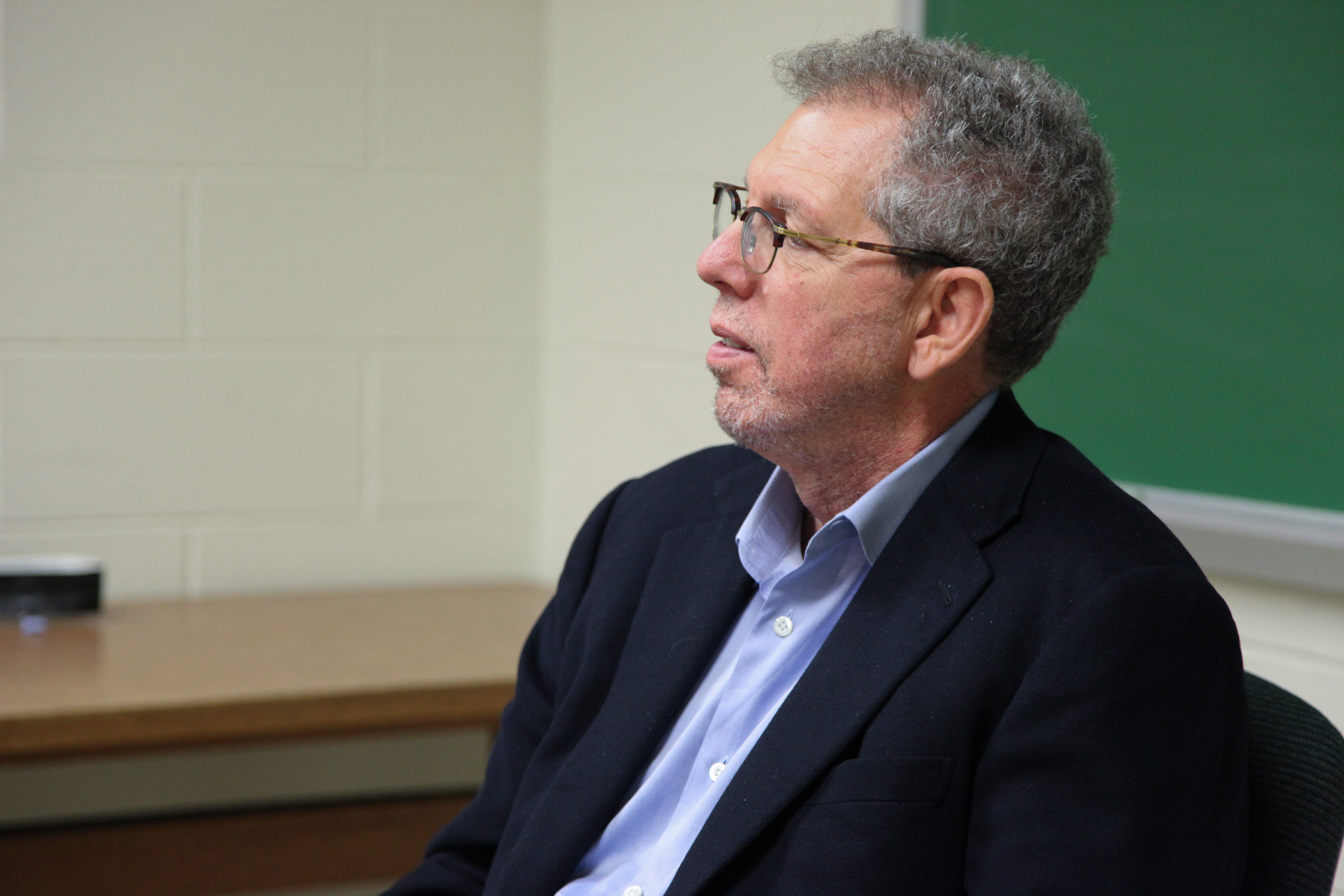
Jeffrey M. Friedman, 2012

Jeffrey Michael Friedman (* 20. Juli 1954 in Orlando, Florida) ist ein US-amerikanischer Molekulargenetiker und Professor an der Rockefeller University in New York City.
Friedman studierte Medizin am Rensselaer Polytechnic Institute und schloss bereits im Alter von 22 Jahren das Studium am Albany Medical College der Union University in Albany, New York, mit dem M.D. ab. Zunächst arbeitete er als Arzt in der Inneren Medizin am Albany Medical Center Hospital.
Nach einer einjährigen Forschungsassistenz bei Mary Jeanne Kreek an der Rockefeller University in New York City wechselte Friedman in die Forschung. 1986 erwarb er bei James E. Darnell an der Rockefeller University einen Ph.D. und wurde im selben Jahr sowohl dort Juniorprofessor als auch Forscher am Howard Hughes Medical Institute. Seine Dissertation trug den Titel The regulation of gene expression is an integral element in the development of a multicellular organism from the totipotential fertilized egg. Seit 1995 ist Friedman ordentlicher Professor an der Rockefeller University.
Aufbauend auf die Arbeiten von Douglas Coleman entdeckte Friedman 1994 das Fettzellen-Hormon Leptin (ein Polypeptid) und beschrieb in der Folge seine Wirkungen auf den Stoffwechsel und seine Bedeutung für die Regulierung von Appetit und Essensaufnahme, Körpergewicht und Körperfettanteil.

## Auszeichnungen (Auswahl)
- 1996 Heinrich-Wieland-Preis[2]
- 2000 Rolf Luft Award
- 2001 Mitgliedschaft in der National Academy of Sciences
- 2005 Passano Award[3]
- 2005 Gairdner Foundation International Award (gemeinsam mit Douglas Coleman u. a.)[4]
- 2005 Mitgliedschaft in der Königlich Schwedischen Akademie der Wissenschaften
- 2007 Danone International Prize for Nutrition[5][6]
- 2007 Jessie Stevenson Kovalenko Medal
- 2009 Shaw Prize (gemeinsam mit Douglas Coleman)[7]
- 2009 Keio Medical Science Prize
- 2010 Albert Lasker Award for Basic Medical Research (gemeinsam mit Douglas Coleman)[8]
- 2011 Pasarow Award
- 2012 Endocrine Regulation Prize
- 2012 BBVA Foundation Frontiers of Knowledge Award
- 2013 König-Faisal-Preis für Medizin (gemeinsam mit Douglas Coleman)
- 2013 Mitgliedschaft in der American Academy of Arts and Sciences[9]
- 2014 Zülch-Preis
- 2016 Harrington Prize for Innovation in Medicine
- 2016 Manpei Suzuki International Prize for Diabetes Research[10]
- 2018 Mitgliedschaft in der Royal Society
- 2019 Wolf-Preis für Medizin.[11]
- 2020 Breakthrough Prize in Life Sciences
- 2024 Prinzessin-von-Asturien-Preis in der Kategorie „Wissenschaft und Forschung“.[12]

## Publikationen (Auswahl)
- Causes and controll of excess body fat. In: Nature. Band 459, 2009, S. 340–342.